# Brachiaria albicoma
Brachiaria albicoma är en gräsart som först beskrevs av Jason Richard Swallen och García-barr., och fick sitt nu gällande namn av Fernando Omar Zuloaga och Thomas Robert Soderstrom. Brachiaria albicoma ingår i släktet Brachiaria och familjen gräs.
Artens utbredningsområde är Colombia. Inga underarter finns listade i Catalogue of Life.